# イスマエル・ネリ
イスマエル・ネリ（Ismael Nery、1900年10月9日 - 1934年4月6日）は、ブラジルの画家である。表現主義、キュビズム、シュールレアリスムの影響を受けた画家で、ブラジル現代絵画の先駆者であった。

## 略歴
ブラジル北部のパラー州ベレンで生まれたが、1909年に家族とリオデジャネイロに移った。1915年からブラジル国立美術学校で学び、1920年からヨーロッパに渡りアカデミー・ジュリアンで学んだ。ブラジルに戻った後は財務省の国家遺産管理局の建築部門で働いた。この頃詩人のムリロ・メンデスと友人になった。1922年に結婚した。この頃は「表現主義」の傾向の作品を制作した。1927年に再びヨーロッパに渡り、マルク・シャガールと知り合い、ジョルジョ・デ・キリコやパブロ・ピカソの影響を受けて、シュールレアリスムやキュビズムのスタイルの作品も描くようになった。
人物画を描き、自画像や友人の肖像画やヌードを描いた。1929年にベルリンとリオデジャネイロで個展を開いたが、評価はネリを失望させた。ニューヨークで開かれたブラジル画家の展覧会にも出展した。
1929年にアルゼンチン、ウルグアイを旅した後、結核に罹患しているという診断を受け、2年間サナトリウムで過ごした。病状が回復し、ブラジルで現代美術が展示された1931年のリオデジャネイロの展覧会「 Salão Revolucionário」や1933年のサンパウロの「l'Exposição de Arte Moderna da SPAM」 に出展したが、1933年に結核が再発し、1934年に亡くなった。

## 作品

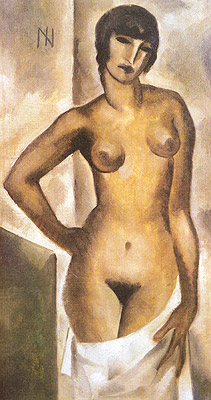
「ヌード」（1925年）
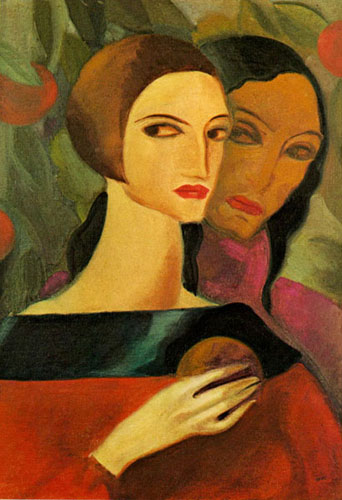
「2人の友人」（1925年）
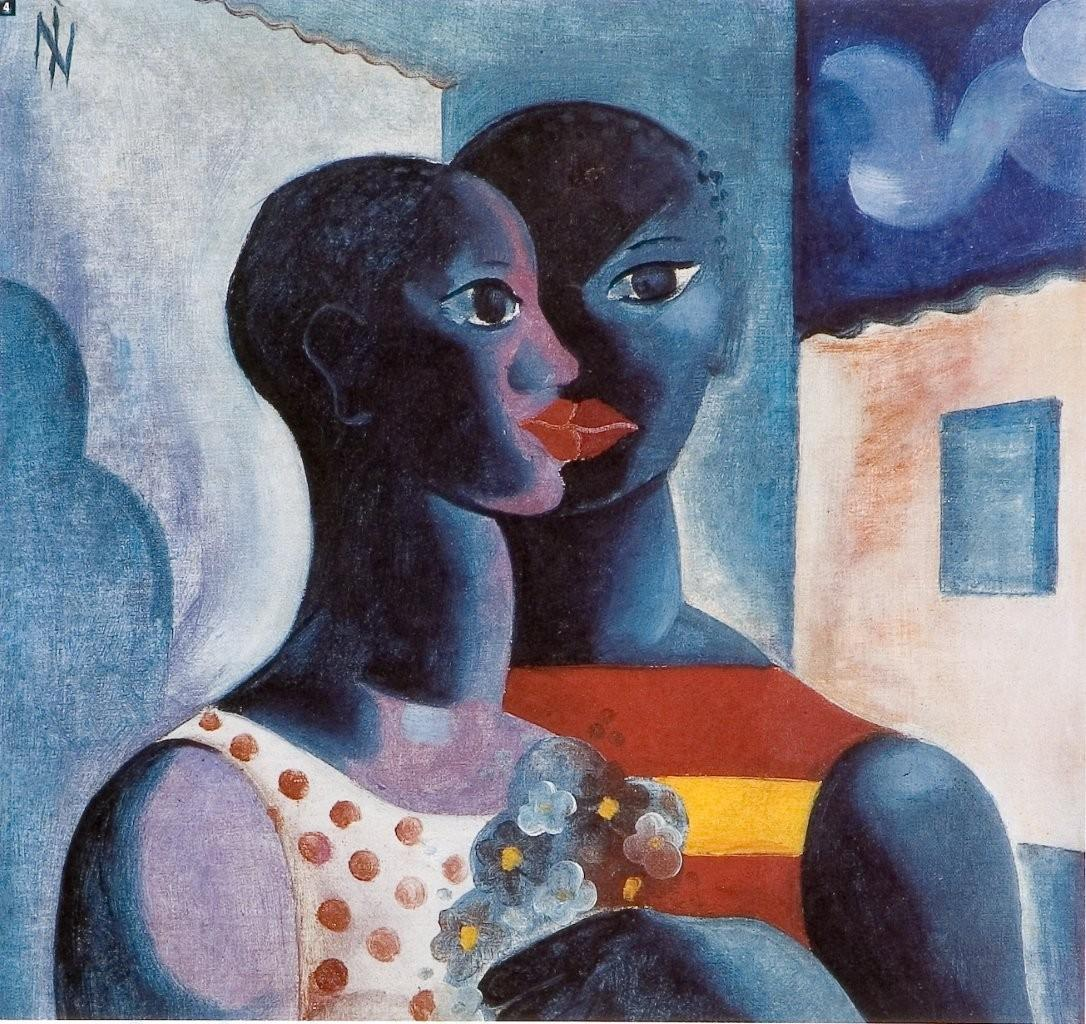
Namorados（恋人）（1927年）
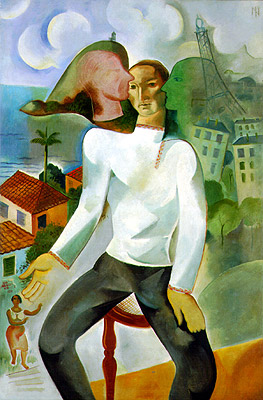
自画像（1927年）
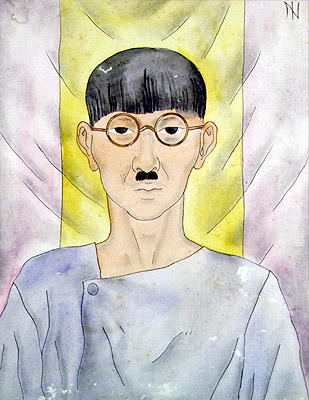
藤田嗣治（1930年）
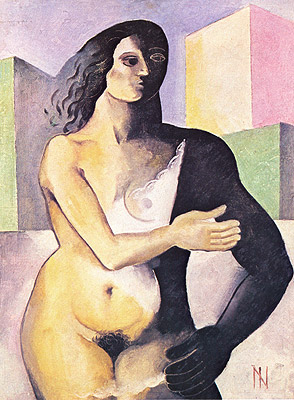
Figura com cubos
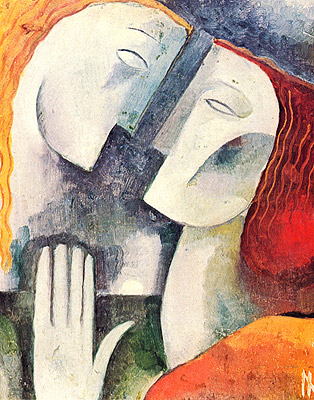
Namorados（恋人）
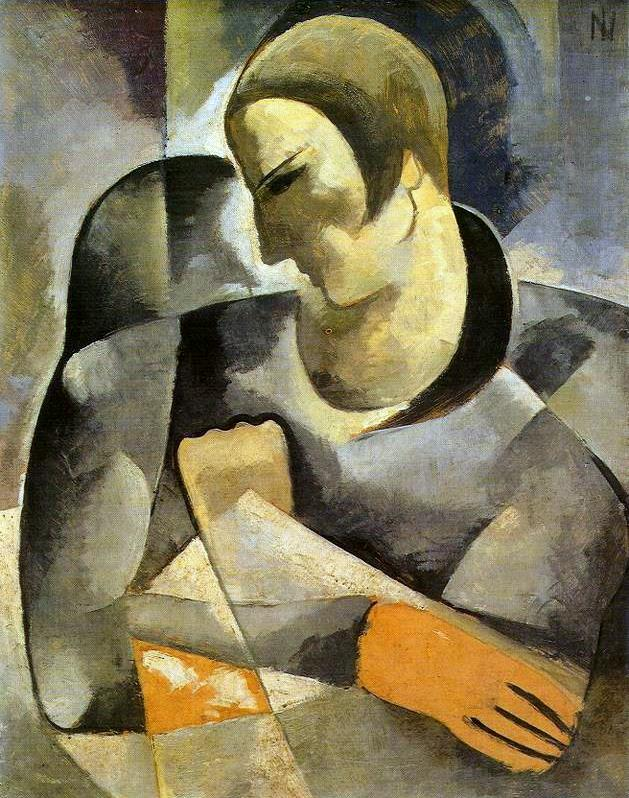
自画像（1930年）